# تفشي فيروس إنفلونزا الطيور 2020-2021
في عامي 2020 و2021م، حدث فاشية من النوع الفرعي من إنفلونزا الطيور H5N8 في مزارع الدواجن وبين مجموعات الطيور البرية في العديد من البلدان والقارات، مما أدى إلى عمليات إعدام لاحقة لملايين الطيور لمنع انتشار الوباء. الوباء مشابه لتفشي فيروس H5N1 في عام 2008.

## التفشي

### التفشي المبكر في المملكة العربية السعودية
في 4 فبراير، أبلغت حكومة المملكة العربية السعودية عن اندلاع فيروس H5N8 شديد الإمراض في مزرعة دواجن. تسبب التفشي، الذي حدث في منطقة سدير الوسطى، في نفوق أكثر من 22000 طائر في غضون أسابيع قليلة.

### انتشار فيروس H5N8 إلى روسيا وآسيا الوسطى
في أشهر الصيف، تم اكتشاف فيروس H5N8 في الطيور البرية في غرب روسيا وكازاخستان، لأن هذا شمل الطيور المائية التي تهاجر إلى شمال وغرب أوروبا، وكان من المرجح أن يتم اكتشاف الفيروس هناك في وقت لاحق من العام (كما سيتأكد في تشرين الأول (أكتوبر) - تشرين الثاني (نوفمبر)).

### انتشار عالمي في أواخر عام 2020 وأوائل عام 2021
في 22 أكتوبر / تشرين الأول، أكدت وزيرة الزراعة الهولندية كارولا سكوتين أنه تم العثور على فيروس H5N8 في عينات من الطيور البرية في البلاد. كإجراء مضاد، كان من الضروري إبقاء الطيور في مزارع الدواجن في الداخل ومعزولة. من أواخر أكتوبر إلى منتصف نوفمبر، انتشر إلى ثلاث مزارع دجاج ومزرعة بط في البلاد، وتم القضاء على 320 ألف طائر في المزارع لوقف انتشاره. بعد وقت قصير من الاكتشاف الأول في هولندا، تم تأكيده في المملكة المتحدة (أكتوبر: الدواجن؛ نوفمبر: الطيور البرية والدواجن)، ألمانيا (أكتوبر: الطيور البرية؛ نوفمبر: الطيور البرية والدواجن)، جمهورية أيرلندا (أكتوبر و نوفمبر: الطيور البرية)، بلجيكا (نوفمبر: الطيور البرية)، الدنمارك (نوفمبر: الطيور البرية والدواجن)، فرنسا (نوفمبر: الدواجن) والسويد (نوفمبر: الدواجن). أدت هذه الفاشيات إلى تدابير مضادة مماثلة لتلك التي اتخذت بالفعل في هولندا.
وفقًا لتقرير رسمي مؤكد صادر عن وزارة الزراعة والثروة السمكية اليابانية، تم العثور على العديد من الدجاج النافق في 36 مكانًا من مزارع الدواجن، و 15 من جزيرة شيكوكو، و 12 مكانًا في جزيرة كيوشو، وخمسة في غرب هونشو، ومكانين في محافظة تشيبا، كل واحدة من جزيرة أواجي ومحافظة جيفو، اليابان في الفترة من 5 نوفمبر 2020 إلى 13 يناير 2021. وبحسب تقرير رسمي محلي مؤكد، كانت هذه الحالات شديدة الإمراض من نوع H5N8.
في 10 نوفمبر، قالت وزارة الزراعة في كوريا الجنوبية إنها أكدت وجود سلالة H5N8 شديدة العدوى من إنفلونزا الطيور في عينات من الطيور البرية في وسط غرب البلاد وأصدرت تحذيرها من إنفلونزا الطيور.
يوم 27 نوفمبر، ذكرت وزارة الزراعة الصينة أن H5N8 عثر عليها في البرية طيور البجع في مقاطعة شانشي، في حين النرويج كشفت عن أول حالة من سلالة H5N8 شديدة العدوى من فيروس إنفلونزا الطيور في الأوز البري في بلدية ساندنس، مما دفع الهيئة النرويجية لسلامة الأغذية لفرض حظر إقليمي على الدواجن في الهواء الطلق.
في 30 تشرين الثاني (نوفمبر)، أبلغت كوريا الجنوبية عن تفشي فيروس إنفلونزا الطيور H5N8 الممرض في مزرعة في جيونجوب بمقاطعة جولا الشمالية، مما أسفر عن مقتل أكثر من 19.000 بطة.

### تفشي 2021
تم الإبلاغ عن إنفلونزا الطيور H5N8 في منطقتين بولاية كيرالا الهندية في أوائل يناير 2021 مما أسفر عن مقتل مئات الطيور في أواخر ديسمبر 2020. تم إعدام آلاف الطيور. تم الإبلاغ لاحقًا عن تفشي إنفلونزا الطيور لأنواع فرعية غير معروفة في خمس ولايات أخرى في الهند. سيتم إعدام 160.000 طائر في مزرعتين للدواجن في باروالا، بانتشكولا ورايبور راني. نفق أكثر من 437.000 طائر في حزام الدواجن هذا بين منتصف ديسمبر و 8 يناير 2021. بحلول 9 يناير 2021، أكدت سبع ولايات في الهند تفشي المرض.
في 15 يناير 2021، أوقفت السلطات في ناميبيا استيراد وعبور الدواجن من الدول الأوروبية حيث تم الإبلاغ عن تفشي النوع الفرعي لإنفلونزا الطيور H5N8.
في 20 كانون الثاني (يناير)، أبلغ العراق عن تفشي فيروس إنفلونزا الطيور H5N8 الشديد الإمراض في مزرعة في مدينة سامسارا، مما أدى إلى مقتل 63700 طائر من أصل 68800 من السرب، وفقًا للمنظمة العالمية لصحة الحيوان (OIE) ومقرها باريس. تم إعدام الطيور المتبقية في وقت لاحق.
وفقا لوزارة الزراعة والغابات وصيادي الأسماك اليابانية أكد تقرير في 21 يناير، الكشف عن إنفلونزا الطيور من نوع H5N8 من حالة أجسام ضعيفة في البط الصالح للأكل في مزرعة دواجن في يوكوشيبايكاري، بالقرب من ناريتا، محافظة تشيبا. تم شحن ما مجموعه عشر مزارع دواجن خلال الأسبوع الماضي، تم ذبح العديد من البط الصالح للأكل من قبل قوة الدفاع الذاتي اليابانية.  حدثت حالة ثانية في مزرعة دواجن بالقرب من ناريتا في 24 يناير، وتم ذبح العديد من البط الصالح للأكل، بما في ذلك الكمية التي تم شحنها بالفعل إلى العديد من مزارع الدواجن في اليابان بواسطة JSGDF، وفقًا لتقرير مؤكد من JAFFM.[بحاجة لمصدر]
في 1 فبراير أبلغت وزارة الزراعة والشؤون الريفية الصينية عن تفشي فيروس H5N8 شديد الإمراض في البجع البري في وينتر بالاس، بكين.
يوم 2 فبراير السلطات في براندنبورغ، ألمانيا، أعدمت 14000 الديوك الرومية في مزرعة بسبب اندلاع مؤكدة H5N8 في أوكرمارك المنطقة.
في 9 فبراير أبلغت الجزائر عن تفشي فيروس H5N8 في مزرعة دواجن في مدينة عين فكرون. قتل تفشي المرض 50 ألف طائر، فيما تم إعدام 1200 طائر متبقية في القطيع، وفقًا لتقرير من وزارة الزراعة.
ابلغت افغانستان عن اندلاع فيروس إنفلونزا الطيور H5N8 في مزرعة دواجن في مقاطعة هيرات يوم 25 فبراير. قتل التفشي 794 طائرًا، في حين تم إعدام السرب الباقين البالغ قوامه 22 ألفًا في وقت لاحق، وفقًا للمنظمة العالمية لصحة الحيوان.

## تأكيد الانتشار بين البشر
في 20 فبراير 2021، أبلغت السلطات الروسية عن أول حالات إصابة بشرية بفيروس H5N8 حيث ثبتت إصابة 7 من عمال المزارع. لا يوجد دليل على انتقال العدوى من إنسان إلى آخر، ووصفت الحالات بأنها «خفيفة» أو بدون أعراض. تم إخطار منظمة الصحة العالمية.

## روابط خارجية
- Avian influenza (bird flu)